# Gare de Fertőboz
La gare de Fertőboz (en hongrois : Fertőboz vasútállomás) est une halte ferroviaire hongroise, située à Fertőboz.